# Neorrhina punctata
Neorrhina punctata là một loài bọ cánh cứng xuất hiện ở Úc từ miền trung New South Wales đến miền bắc Queensland.

## Hình ảnh

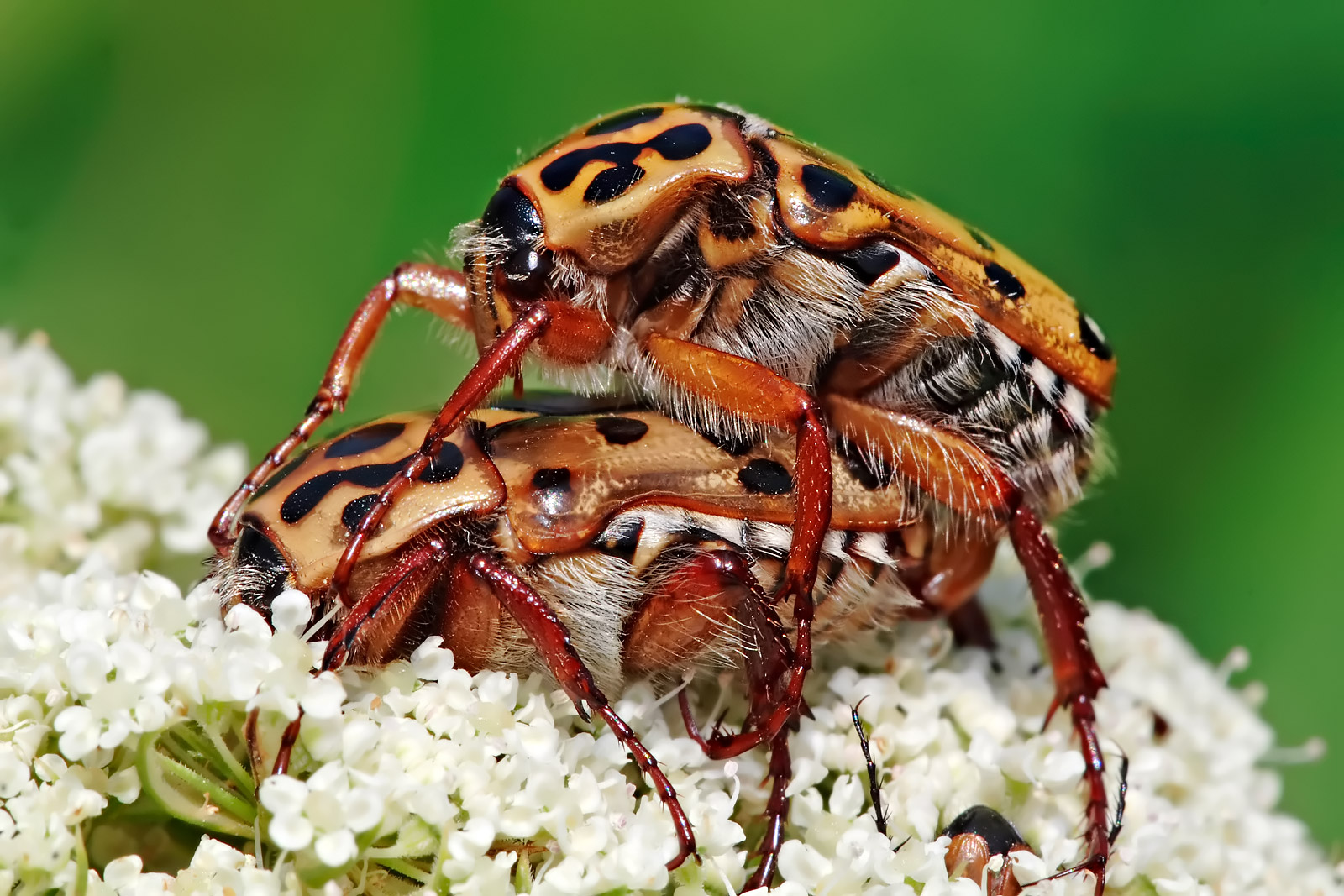
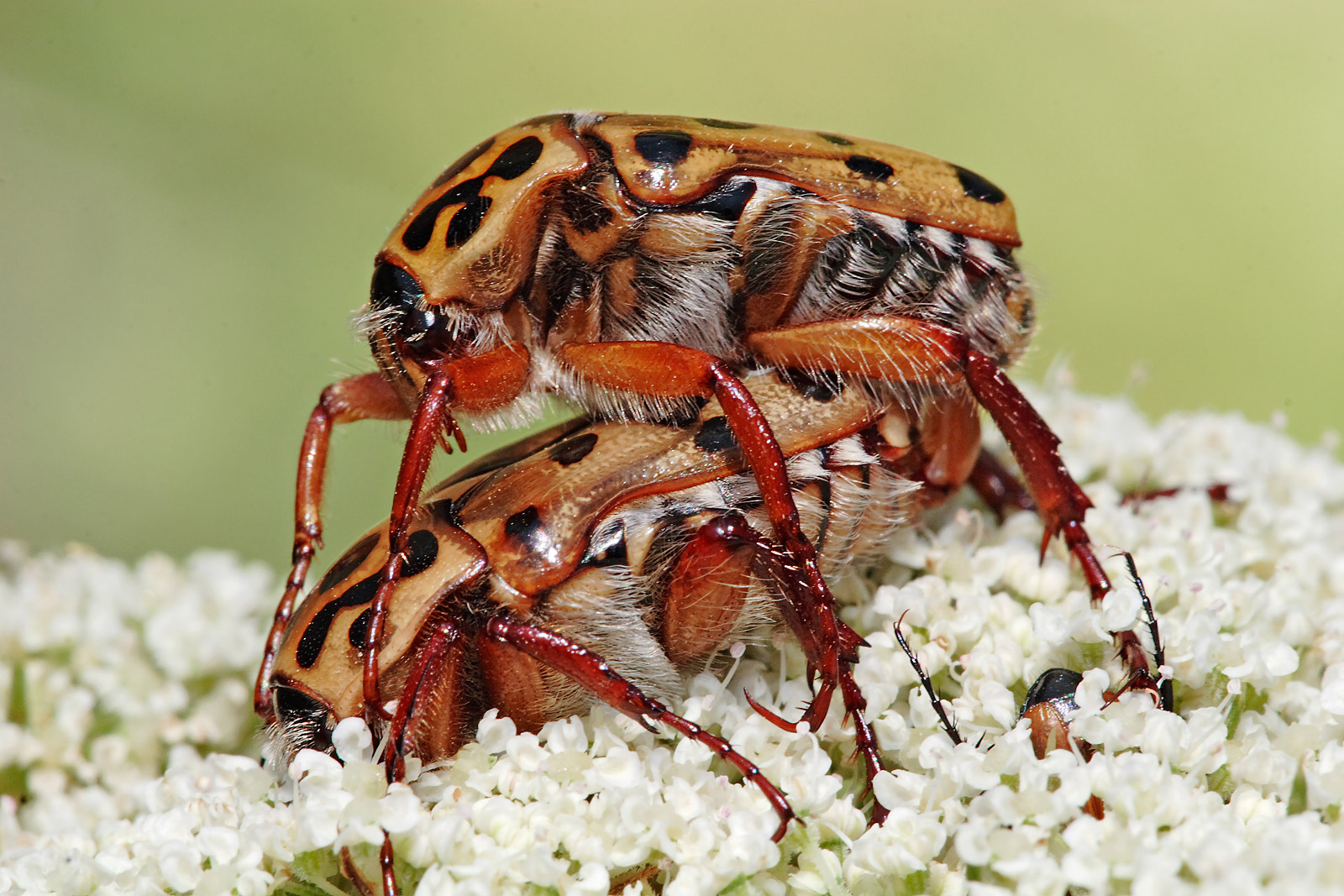
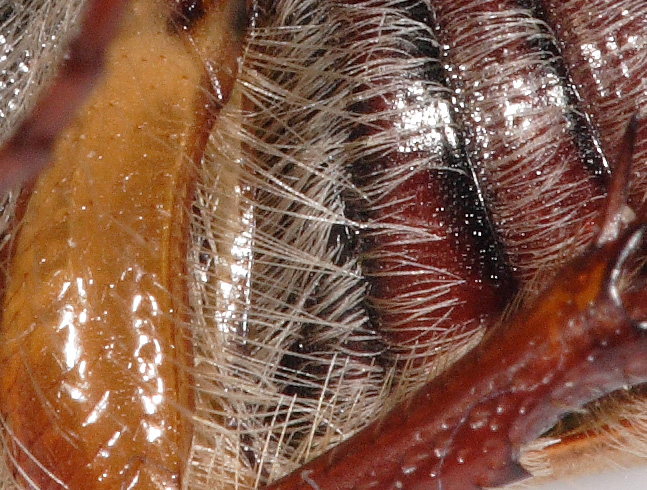
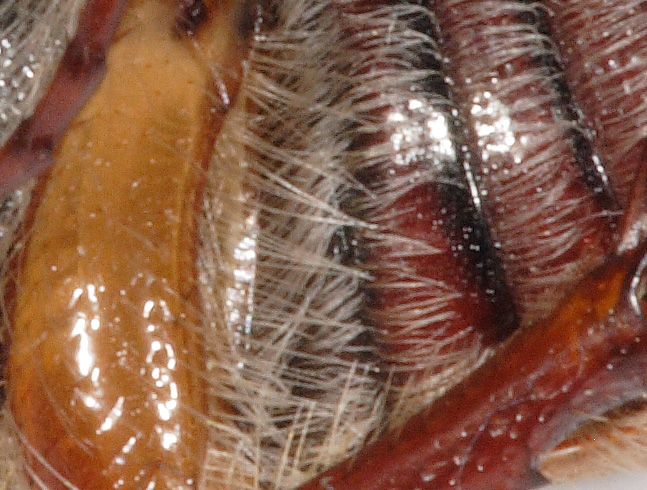